# Марион (Алабама)
Марион (англ. Marion) — город в США, административный центр (1822) округа Перри штата Алабама.
Расположен в западно-центральной части Алабамы, недалеко от реки Кахоба, примерно на полпути между Таскалусой (северо-запад) и Монтгомери (юго-восток). Основанный в 1817 году, он был известен как Маклс-Ридж, пока не был переименован в честь Фрэнсиса Мэриона, солдата Американской революции, известного как Болотный Лис. Резолюция, принятая баптистами Алабамы, собравшимися в Марионе в ноябре 1844 года, стала первым шагом в споре о рабстве, который привёл к разделению баптистов на северную и южную фракции в следующем году. Лёгкая промышленность (включая переработку птицы и производство упаковки и металлических изделий) является экономической опорой. Колледж Джадсона был основан в 1838 году. Неподалеку (к северу и востоку) находится отделение Оакмалги Национального леса Талладига. В городе много домов, построенных до Гражданской войны. Основан в 1835 году. Население: (2000 г.) 3511; (2010 г.) 3686.
| 1900 | 1940  | 2010  | 2020  |
| ---- | ----- | ----- | ----- |
| 1698 | ↗2382 | ↗3686 | ↘3176 |